# South Kensington
 (décembre 2022).
Si vous disposez d'ouvrages ou d'articles de référence ou si vous connaissez des sites web de qualité traitant du thème abordé ici, merci de compléter l'article en donnant les références utiles à sa vérifiabilité et en les liant à la section « Notes et références ».
Pour les articles homonymes, voir South Kensington (homonymie).
South Kensington est un district du Royal Borough de Kensington et Chelsea, proche du centre de Londres.
Il est à  2,4 miles (3,9 kilomètres) de ouest-sud-ouest de Charing Cross.
Il est difficile de définir des frontières de South Kensington, mais l'acception commune fait référence au secteur commercial autour de la station de métro et des places et des rues adjacentes au jardin (telles que Thurloe Square, face au Victoria and Albert Museum). Le petit quartier autour de la station de métro de Gloucester Road peut également être considéré comme une partie de South Kensington, aussi bien que le secteur autour de Exhibition Road, qui inclut le Musée d'histoire naturelle de Londres, le Science Museum, le Royal Albert Hall, l'Imperial College, le Victoria and Albert Museum, et le Royal College of Music, bien que soit officiellement une partie du petit secteur connu sous le nom de Knightsbridge. Bien que le code postal SW7 représente South Kensington, quelques parties de Kensington tombent également sous ce code postal. Seulement le sud de Cromwell Road est considéré comme étant à South Kensington. Culturellement riche, une partie du district de South Kensigton a été surnommée Albertopolis à partir des années 1850, en référence à la concentration importante de musées et d'établissements scolaires qu'on peut y trouver et dont la construction semble avoir été impulsée par le prince Albert de Saxe-Cobourg-Gotha (1819-1861), mari de la reine Victoria (1819-1901).
Isolé entre les quartiers extrêmement riches de Knightsbridge et Chelsea, il est plus difficile de caractériser South Kensington. Bien qu'étant un secteur aisé en général, il accueille également des touristes et des étudiants ; le premier est reflété par le type des magasins et de restaurants autour de la station de métro, tandis que le dernier est montré par les résidences universitaires et le grand nombre d'écoles de langue dans le secteur, qui attirent un nombre considérable d'étudiants étrangers.
Les étudiants étrangers  et un grand nombre des touristes contribuent à une atmosphère (principalement européenne) internationale au secteur. Un grand nombre de citoyens français, espagnols et italiens vivent dans le secteur. Une présence française significative est démontrée par le consulat, par le lycée français Charles-de-Gaulle et par l’Institut français, maison du cinéma français. Il y a également plusieurs librairies et cafés français dans le secteur.

## Histoire
Le secteur était en grande partie peu développé jusqu'au milieu du XIXe siècle, étant une zone agricole fournissant à Londres des fruits et des légumes. Cependant, suivant la grande exposition de 1851 dans Hyde Park, un secteur de 87 acres (352 000 m²) autour de ce qui est maintenant Exposition Road a été acheté par les commissaires de l'exposition, afin de créer des pavillons consacrés aux arts et aux sciences – ayant pour résultat la base des musées et de l'université. Les propriétaires fonciers adjacents ont commencé à développer leur terre dans les années 1860 en raison de la création de nouvelles routes et du boom dans le développement foncier autour de Londres, et l'absorption de South Kensington dans Londres a été scellée par l'arrivée du métro à Gloucester Road et South Kensington en 1868, liant le secteur directement aux terminus ferroviaires principaux et aux cœurs politiques, commerciaux et financiers de la ville.

## Résidents notables
- Francis Bacon (28 octobre 1909 à Dublin - 28 avril 1992 à Madrid), peintre britannique. Il habitait au 7 Cromwell Place.
- Charles Booth (1840-1916), pionnier de la recherche sociale, habitait au 6 Grenvile Place.
- Sir Henry Cole (1808-1882), premier directeur du Victoria Museum, habitait au 33 Thurloe Square.
- Benny Hill (1924-1992), comédien, habitait au 1 et 2 Queen's Gate.
- Sir Herbert Beerbohm Tree (1853-1917), acteur, habitait au 31 Rosary Gardens.
- Florence Wallace Pomeroy (1843-1911), militante féministe, y est décédée
- David Bowie (1947-2016) et Hermione Farthingale (née en 1949) vivaient en 1968 et 1969 au 22 Clareville Grove.

## South Kensington: le «Petit Paris»
Dans un rayon d'un kilomètre autour des stations de métro South Kensington et Gloucester Road vivent officiellement 7 236 Français (11 000 selon l'Office national britannique des statistiques). S'y ajoutent ceux qui ne s'inscrivent pas au consulat. Autour du lycée et de l'Institut français se concentrent en nombre librairies, restaurants, et boulangeries d'inspiration française.
Les Français de South Kensington sont appelés les "escargots" d'après le journaliste Christian Roudaut, qui vit à Londres depuis 1999.
South Kensington rassemble un nombre impressionnant d’institutions françaises : ambassade de France, consulat de France, Institut Français et lycée français Charles-de-Gaulle, l’un des principaux lycées francophones au monde par son taux de réussite aux examens. Ce lycée accueille plus de 4 500 élèves, de la maternelle à la terminale.
L'université Imperial College est également située dans ce quartier.
South Kensington est un quartier agréable qui borde Hyde Park ; il est caractérisé par la présence de trois des principaux musées londoniens : National Natural History, Science Museum, Victoria and Albert Museum (V&A).
Dans Bute Street, il y a beaucoup de petits cafés français ainsi que des librairies : le "French Book Shop" et la librairie "La Page" sur Harrington Road, la plus ancienne librairie française de Londres. Elle propose également les derniers journaux et magazines français.